# Brownie Mary
Mary Jane Rathbun, née le 22 décembre 1922 et morte le 10 avril 1999, populairement connue sous le nom de Brownie Mary, est une militante américaine pour le cannabis médical. En tant que bénévole à l'hôpital général de San Francisco, elle devient connue pour préparer et distribuer des brownies au cannabis aux patients atteints du SIDA. Aux côtés du militant Dennis Peron (en), Rathbun fait pression pour la légalisation du cannabis à des fins médicales, et elle contribue à l'adoption de la proposition P de San Francisco (1991) et de la proposition 215 de Californie (1996) pour atteindre ces objectifs. Elle contribue également à la création du San Francisco Cannabis Buyers Club (en), le premier dispensaire de cannabis médical aux États-Unis.
Rathbun est arrêtée à trois reprises, chaque arrestation attirant davantage l'attention des médias locaux, nationaux et internationaux sur le mouvement du cannabis médical. Son apparence de grand-mère suscite la sympathie du public pour sa cause et sape les tentatives du bureau du procureur de la poursuivre pour possession de cannabis. La ville de San Francisco autorise finalement Rathbun à distribuer des brownies au cannabis aux personnes atteintes du SIDA. Ses arrestations suscitent l'intérêt de la communauté médicale et motivent les chercheurs à proposer l'un des premiers essais cliniques visant à étudier les effets des cannabinoïdes chez les adultes infectés par le VIH.

## Jeunesse
Brownie Mary est née Mary Jane Rathbun à Chicago, Illinois, le 22 décembre 1922. Sa mère, une catholique irlandaise conservatrice, la nomme « Mary Jane ». Elle grandit à Minneapolis, Minnesota, où elle fréquente une école catholique. À l'âge de 13 ans, elle est impliquée dans une altercation avec une religieuse qui tente de la frapper, mais Rathbun riposte. Adolescente, elle quitte son domicile et trouve un emploi de serveuse ; elle travaille comme serveuse pendant la majeure partie de sa vie d'adulte. L'activisme social l'attire dès son plus jeune âge ; elle se rend de Chicago au Wisconsin pour faire campagne pour le droit des mineurs de former des syndicats. À la fin des années 1940, elle travaille comme militante pour promouvoir le droit à l’avortement des femmes de Minneapolis. Pendant la Seconde Guerre mondiale, elle déménage à San Francisco, en Californie, où elle rencontre un homme lors d'un bal de la United Service Organizations (USO). Ils se marient, mais divorcent rapidement. Le mariage donne quand même naissance à une fille, Peggy, née en 1955. Elle déménage ensuite à Reno, dans le Nevada, mais après que Peggy ait été tuée par un conducteur ivre dans un accident de voiture au début des années 1970, Rathbun retourne à San Francisco.

## Activisme

### 1974-1982: Peron, deux arrestations
Rathbun rencontre pour la première fois son compatriote Dennis Peron (en) en 1974 dans le quartier de Castro au Café Flore, où ils partagent un joint. Alors qu'elle travaille comme serveuse à l'International House of Pancakes, elle gagne de l'argent supplémentaire en vendant des brownies au cannabis ; elle devient devenue dans le Castro pour vendre des « brownies magiques » dans un panier pour plusieurs dollars chacun. Rathbun prépare et vend des brownies au cannabis dans un but lucratif depuis sa maison. Peron vend également les brownies de Rathbun dans son supermarché Big Top sur Castro Street. Elle reçoit une balle dans la jambe lors d'une descente de police dans son entreprise en 1977.

Au début des années 1980, Rathbun prépare environ 50 douzaines de brownies au cannabis par jour. Elle fait la publicité de ses « brownies à la recette originale » sur les babillards électroniques de San Francisco, les qualifiant de « magiquement délicieux ». Un policier infiltré découvre ce qu'elle fait et, dans la nuit du 14 janvier 1981, la police fait une descente au domicile de Rathbun et trouve plus de 18 livres (8,16466266 kg) de cannabis, 54 douzaines de brownies au cannabis et un assortiment d'autres drogues. Lorsque Rathbun a ouvert la porte, elle aurait dit à la police : « Je pensais que vous arriviez ». Elle a 57 ans lorsqu'elle est arrêtée pour la première fois. C'est à cette époque que les médias commencent à l'appeler Brownie Mary. Elle plaide coupable à neuf chefs d'accusation de possession et est mise à l'épreuve pendant trois ans. Le juge la condamne également à 500 heures de travaux d'intérêt général. Rathbun commence à travailler avec le Shanti Project (en), un groupe de soutien pour les personnes vivant avec le VIH/SIDA. Selon Péron :

« Pendant ces 500 premières heures, elle a travaillé dans divers endroits, d'un magasin de fripes gay jusqu'au Shanti Project, faisant son service communautaire en un temps records — 60 jours. Bien que plus obligée de faire un service communautaire, elle continue de travaille à la soupe populaire St. Martin de Pores jusqu'en 1982, quand elle a rejoint le Shanti Porject, qui répondait à une demande liée à l'émergence de la crise du SIDA. Mary a également perdue une fille dans un accident de voiture... et maintenant, elle adopte chaque enfant de San Francisco comme le sien. »

Les clients des brownies de Rathbun sont pour la plupart des hommes homosexuels. Lorsqu’ils commencent à contracter le SIDA au début des années 1980, elle remarque que le cannabis les aident à lutter contre le syndrome d’émaciation ; elle constate également que cela est vrai pour les patients atteints de cancer. Les gens font don de cannabis à Rathbun et elle commence à préparer des brownies par centaines et à les distribuer gratuitement aux malades. Le chèque mensuel de la Social Security de 650 $ de Rathbun l'aide à acheter des fournitures de pâtisserie.
Le 7 décembre 1982, Rathbun marche dans Market Street avec un sac de brownies lorsqu'elle rencontre par hasard l'un des policiers qui l'a initialement arrêtée en 1981. Rathbun est sur le point de livrer des brownies au cannabis à un ami atteint d'un cancer et souffrant des effets secondaires de la chimiothérapie. L'agent se renseigne sur le contenu de son sac et la trouve en possession de quatre douzaines de brownies au cannabis. Elle est emmenée à la prison de la ville et détenue pour plusieurs chefs d'accusation de possession et de violation de sa probation. Le procureur abandonne finalement les poursuites.

### 1984-1991: volontariat, Proposition P
À partir de 1984, Rathbun fait du bénévolat chaque semaine dans le service de lutte contre le SIDA (quartier 86) du San Francisco General Hospital (SFGH). Selon Donald Abrams, « elle a l'habitude d'emmener nos patients en radiologie [et] d'emmener leurs échantillons au laboratoire » Le quartier 86 lui décerne le prix « Bénévole de l'année » en 1986. L'autrice Carol Pogash décrit le travail bénévole de Rathbun au SFGH dans son livre, As Real As It Gets: The Life of a Hospital at the Center of the AIDS Epidemic (1992).
À New York, au début des années 1990, Peron parle lors d'une réunion de la AIDS Coalition to Unleash Power (ACT UP) de l'utilisation possible du cannabis pour soulager les symptômes du SIDA. De nombreuses études démontrent que le cannabis peut soulager les nausées et la perte d’appétit des patients suivant un traitement contre des maladies comme le cancer et le SIDA. Cependant, le cannabis est illégal aux États-Unis depuis 1937. Classé à l'Annexe I de la Loi sur les substances contrôlées en 1970 comme une drogue qui « n'a actuellement aucun usage médical accepté dans le traitement aux États-Unis », les utilisateurs médicaux de cannabis sont passibles d'arrestation.
Malgré un accueil sceptique lors de sa première rencontre avec ACT UP, Peron persiste. Il parle à Rathbun d'ACT UP, et elle parle ensuite au groupe de son expérience directe de distribution de brownies au cannabis aux personnes atteintes du SIDA. Le journaliste Peter Gorman note que cette fois-ci, « l'accueil a été plus chaleureux, mais toujours sceptique ».
Rathbun contribue aux travaux sur la proposition P, selon laquelle la politique de la ville de San Francisco est de recommander que l'État de Californie et la California Medical Association (en) rendent le cannabis disponible à des fins médicales et protègent les médecins des sanctions liées à la prescription de cannabis médical. La proposition P adoptée avec le soutien de 79 % des électeurs de San Francisco le 5 novembre 1991.

### 1992-1997: troisième arrestation, proposition 215
Rathbun est arrêtée pour la troisième fois à Cazadero, en Californie, le 19 juillet 1992, alors qu'elle verse du cannabis dans de la pâte à brownie au domicile d'un producteur. Elle est accusée de possession de 2,5 livres (1,133980925 kg) de cannabis et libérée sous caution. Le bureau du procureur du comté de Sonoma tente de la poursuivre en justice dans l'affaire People v. Rathbun, apportant à son cas une couverture médiatique internationale. Elle plaide non coupable de deux chefs d’accusation de possession de marijuana. Rathbun est acquitté des accusations. L'avocat Norman Elliott Kent note que la défense juridique de Rathbun repose sur la nécessité médicale, la même défense utilisée par Robert Randall dans l'affaire États-Unis v. Randall (1976). Selon Kent, Rathbun « a pu témoigner que ses livraisons avaient été effectuées pour aider d'autres personnes dans le besoin, et non pour promouvoir la cupidité individuelle, que la noblesse de ses actions l'emportait sur le caractère répréhensible de son délit selon la loi ».
En août 1992, Rathbun témoigne au sujet du cannabis médical lors d'une audience tenue par le conseil de surveillance de San Francisco. Le Conseil adopte une résolution faisant de l'arrestation ou de la poursuite des personnes en possession ou en culture de cannabis médical la « priorité la plus basse ». Le Conseil reconnait le travail bénévole de Rathbun à l'hôpital en déclarant le 25 août Brownie Mary Day.
En septembre 1992, Rathbun rejoint ACT UP/DC lors d'une manifestation à Washington, DC, contre la politique du cannabis médical de l'administration de George H. W. Bush. Le groupe remet une lettre à James O. Mason (en), chef du service de santé publique des États-Unis, demandant que les personnes atteintes du SIDA aient un accès immédiat au cannabis. Après quatorze ans passés à permettre à un petit groupe d'individus de consommer du cannabis à des fins médicales, Mason met fin au programme Compassionate Investigational New Drug du gouvernement fédéral (Compassionate IND) en mars 1992. L'administration Carter établit pour la première fois le programme Compassionate IND en 1976 lorsque Robert C. Randall (en) plaide avec succès une défense de nécessité médicale dans l'affaire États-Unis v. Randall,.
En plus d'annuler Compassionate IND, Mason fait des commentaires controversés sur le programme, arguant, entre autres, que les personnes atteintes du SIDA qui consomment du cannabis « pourraient être moins susceptibles d'avoir des rapports sexuels… en toute sécurité ». ACT UP/DC demande à Mason de démissionner de son poste s'il ne répond pas à leurs demandes de rétablir l'accès au cannabis. Des brownies sont servis lors de la manifestation en l'honneur de Rathbun, qui a été arrêté le mois précédent et qui fait maintenant face à des accusations de possession criminelle pour avoir distribué des brownies au cannabis à des patients atteints du SIDA. En dehors du ministère de la Santé et des Services sociaux, Rathbun invite Mason à « me suivre pendant deux jours pendant que je rends visite à mes enfants dans les services, puis à voir où il en est à ce sujet ».
En 1992, Rathbun aide Peron à ouvrir le San Francisco Cannabis Buyers Club, le premier dispensaire de cannabis médical aux États-Unis. En 1996, elle et Peron font campagne en faveur de la proposition californienne 215, une initiative électorale à l'échelle de l'État qui permettrait aux patients de posséder et de cultiver du cannabis pour un usage médical personnel, sur recommandation d'un médecin. L'initiative est adoptée avec plus de 55 % des voix et devient une loi de l'État ; d'autres États ont depuis adopté une législation similaire.
En 1997, elle est honorée en tant que Grand maréchal de la San Francisco Pride, aux côtés de Dennis Peron.

## Vie privée
Rathbun apparait souvent en public vêtue de tailleurs-pantalons en polyester, et on dit qu'elle avait une « bouche de marin ». Jane Meredith Adams du Dallas Morning News observe que « les mots de quatre lettres sont une partie essentielle du vocabulaire de Brownie Mary ». Philosophiquement, elle se considère comme anarchiste et athée.

### Maladie et mort
Rathbun souffre de maladie pulmonaire obstructive chronique et d'arthrose. Elle survit à un cancer du côlon et marche avec des genoux artificiels. Rathbun s'auto-traite souvent en consommant la moitié d'un brownie au cannabis le matin et l'autre moitié l'après-midi pour soulager la douleur causée par l'arthrose aux genoux. Elle affirme que les brownies au cannabis lui permettent de marcher et l’aident à lutter contre la goutte. Au printemps 1996, Rathbun souffre extrêmement et n'est plus capable de cuisiner. Elle commence à perdre du poids et dit à Peron qu'elle envisage de se rendre au Michigan pour une aide au suicide aux mains de Jack Kevorkian. Après avoir subi une chute en août 1998, Rathbun est admise à l'hôpital Mount Zion pour une intervention chirurgicale au cou et à la colonne vertébrale. Elle se remet de l'opération au Davies Medical Center, mais reçoit peu de visiteurs. Plus tard, elle est confinée dans un lit à l'hôpital Laguna Honda, une maison de retraite pour les pauvres. Rathbun décède d'une crise cardiaque à 76 ans le 10 avril 1999. Le 17 avril, 300 personnes, dont son ami, le procureur Terence Hallinan (en), assistent à une veillée aux chandelles organisée en son honneur au Castro. Hallinan déclare à une foule de plusieurs centaines de personnes rassemblées à son mémorial qu'elle est une héroïne dont « on se souviendra un jour comme de la Florence Nightingale du mouvement de la marijuana médicale ».

## Héritage
Associated Press, United Press International, Reuters et CNN diffusent des articles sur les arrestations de Rathbun dans le monde entier et portent sa campagne pour l'accès au cannabis médical à un large public. Son visage de grand-mère devient le visage public du mouvement américain du cannabis médical au début des années 1990, gagnant le soutien et la sympathie pour le mouvement. Le soutien à la proposition P et à la proposition californienne 215 prend de l'ampleur lorsque ses arrestations sont rendues publiques. Rathbun et son procès en 1992 deviennent, selon Jane Meredith Adams du Dallas Morning News, « une cause célèbre pour ceux qui luttent pour légaliser la marijuana à des fins médicales… une héroïne pour les personnes atteintes du SIDA et du cancer » et d'autres. Le magazine d'information anglais The Economist attribue les efforts de Rathbun pour agir directement sur la question au changement dans le soutien électoral en faveur du cannabis médical aux États-Unis : « En 1996, la Californie a assoupli sa loi sur l'usage de la marijuana. Ce changement permet à un médecin de l'État de prescrire le médicament s'il pense que cela diminuera la douleur d'un patient. Le relâchement de l'humeur du public à l'égard de la consommation de marijuana a été principalement attribué à Mary Jane Rathbun. ».
L'arrestation de Rathbun en 1992 attire l'attention de son ami Donald Abrams, professeur de clinique à l'Université de Californie à San Francisco et médecin à l'Hôpital général de San Francisco (SFGH). Il est à Amsterdam pour assister à une conférence sur le sida lorsqu'il apprend l'arrestation de Rathbun par l'intermédiaire de CNN. Rick Doblin (en), de l'Association multidisciplinaire pour les études psychédéliques, entend parler de l'arrestation de Rathbun dans le journal. Il envoie une lettre au programme SIDA de SFGH proposant que « l'institution Brownie Mary » envisage de mener des essais cliniques de cannabis sur le syndrome d'émaciation chez les patients atteints du SIDA. Inspirés par l'arrestation de Rathbun, Abrams et Doblin collaborent pour développer un protocole permettant de tester les effets du cannabis sur l'appétit et le poids corporel. Cinq ans plus tard, après que deux de leurs études proposées aient été rejetées par le National Institute on Drug Abuse (NIDA), leur troisième protocole de recherche, « Effets à court terme des cannabinoïdes chez les patients infectés par le VIH-1 », est finalement approuvé en 1997. L'étude est financée par 978 000 $ des National Institutes of Health avec du cannabis fourni par NIDA.

## Publications
- (en) Claire Burch, California Chronicles of Medical Marijuana, Regent Press, 2007.
- (en) Mary Rathbun et Dennis Peron, Brownie Mary's Marijuana Cookbook and Dennis Peron's Recipe for Social Change, Trail of Smoke Publishing, 1996 (ISBN 0-9639892-0-0).